# Patriota negro
Un patriota negro era un afroestadounidense que estaba del lado de los revolucionarios americanos durante la guerra revolucionaria americana. Los patriotas negros eran lo opuesto al grupo de Lealistas negros, los afroamericanos que aceptaron la oferta británica de libertad y se refugiaron detrás de las casacas rojas. Los patriotas negros incluían pero no estaban limitados a los 5.000 o más afroestadounidenses que combatieron en el Ejército Continental durante la guerra.

## Patriotas negros destacados
Crispus Attucks es considerado como el primer Patriota Negro debido a su muerte en la Masacre de Boston. Attucks fue conmemorado por sus conciudadanos bostonianos como un mártir de la libertad. Era de ascendencia mixta africana y nativa americana, fue un esclavo fugitivo después de su fuga en 1750 de una granja en Framingham, Massachusetts. Su muerte en la masacre de Boston es considerado como la primera en la guerra revolucionaria americana.

## Los negros que sirvieron en el ejército continental
Cuando de los británicos comenzaron a reclutar los afroestadounidense para empezar a servir o ayudar a la causa británica con la promesa de libertad, los estadounidenses comenzaron a reclutar negros libres en Nueva Inglaterra y la Costa Este para servir en el ejército. Se les prometió una vida de lujo y la movilidad si se unían a la guerra. Los norteños también estaban tratando de escapar de los malos tratos de la era del tiempo de la esclavitud. Al unirse a la guerra creían que estaban mejorando la vida de los afroestadounidenses en todas partes. 
William Lee era un esclavo y ayuda de cámara que sirvió en el Ejército Continental y peleó junto con George Washington. Lee era una presencia constante en la vida de Washington y se consideró que era su esclavo favorito, que suele aparecer en el fondo de sus retratos.

## Descendientes
El famoso afroestadounidense estudiante y profesor de Harvard Henry Louis Gates es descendiente de John Redman, un negro libre que sirvió en el ejército continental. Gates está trabajando actualmente en un proyecto para encontrar todos los descendientes de patriotas negros, que sirvieron en el Ejército Continental en la Guerra de Independencia de los Estados Unidos.

## Propuesta de memorial
El Monumento Nacional de la Libertad es un monumento nacional propuesto en honor a las más de 5.000 personas esclavizadas y libres de ascendencia africana que sirvieron como soldados o marineros o que proporcionaron asistencia civil durante la guerra revolucionaria estadounidense. El monumento es una consecuencia de un esfuerzo fallido para erigir un monumento a los patriotas negros de la Guerra de la Independencia de Estados Unidos, el cual fue autorizado en 1986 pero cuya fundación memorial fue disuelta en 2005. El Congreso autorizó el monumento nacional de la libertad en enero de 2013. El 8 de septiembre de 2014, la Cámara de Representantes de los Estados Unidos aprobó la resolución conjunta que aprobaba la ubicación de un monumento para recordar a los más de 5.000 esclavos y negros libres que lucharon por la independencia en la revolución americana.